# Pseudanurophorus hissaricus
Pseudanurophorus hissaricus är en urinsektsart som beskrevs av Olga M. Martynova 1971. Pseudanurophorus hissaricus ingår i släktet Pseudanurophorus och familjen Isotomidae. Inga underarter finns listade i Catalogue of Life.